# Beaumont-sur-Grosne
Beaumont-sur-Grosne é uma comuna francesa na região administrativa de Borgonha-Franco-Condado, no departamento Saône-et-Loire. Estende-se por uma área de 7,79 km². Em 2010 a comuna tinha 355 habitantes (densidade: 45,6 hab./km²).